# Soberano Zamora Fútbol Club
El Soberano Zamora F. C. —o simplemente Zamora— fue un club de fútbol profesional mexicano de la ciudad de Zamora en el estado de Michoacán. Fue fundado el 2 de agosto de 2019 y participó en la Tercera División de México, la Liga TDP. Jugó sus partidos de local en la Unidad Deportiva El Chamizal.

## Historia
Debido al anuncio de que el Real Zamora que participaba en la Serie A se mudaría a la ciudad de Apan; el día 2 de agosto de 2019, el presidente municipal de Zamora, Martín Samaguey, y la diputada local, Teresa Mora, informaron en una rueda de prensa sobre la adquisición de una nueva franquicia en la Tercera División de México que llevaría el nombre de Soberano Zamora. El equipo estaría bajo el mando de Juan Pablo Cortés como director técnico y Mario Morales como auxiliar, en la dirección deportiva se designó a Carlos Briseño; todos ellos exfutbolistas profesionales.
El equipo llevó a cabo una serie de partidos amistosos antes de iniciar la temporada 2019-20, sin embargo, el 13 de septiembre de 2019 el presidente de la Tercera División informó mediante un comunicado que el Soberano Zamora no cumplió en tiempo y forma con el registro de jugadores, por lo que fue suspendido de la competición. Para mantenerse en actividad, el conjunto zamorano participó en la Liga Inter Estatal de Guanajuato en las categorías Sub-17 y Sub-20, coronándose en esta última frente al Real Irapuato.
El 8 de septiembre de 2020, la Tercera División dio conocer los grupos para la temporada 2020-21 ubicando al Zamora en el grupo 8 junto a escuadras de Querétaro, Jalisco, Michoacán y Guanajuato. A más de un año de su fundación y ahora bajo el mando de Ulises Sánchez, el 26 de septiembre de 2020, el equipo disputaría su primer partido oficial frente al Degollado F. C. donde después de ir ganando con un gol de Jesús Ayala, caería por marcador de 1 a 2. El primer triunfo del club se daría hasta la jornada 5, derrotando a los Estudiantes de Querétaro F. C. por 1 a 2 goles, y a partir de ese juego, lograría una racha de 13 partidos sin perder. Concluyendo las 34 fechas del torneo regular, el equipo quedó posicionado en sexto lugar del grupo calificando así a la postemporada, donde terminó eliminado ante Mazorqueros F. C. en dieciseisavos de final.

## Uniforme
- Uniforme titular: Camiseta morada con detalles en amarillo, pantalón amarillo, medias amarillas.
- Uniforme alternativo: Camiseta blanca con detalles en morado y amarillo, pantalón morado, medias moradas.

| Primer Uniforme | Segundo Uniforme |

## Estadio
La Unidad Deportiva El Chamizal es el inmueble en donde el Soberano Zamora disputa sus partidos de local. Fue inaugurada el 7 de septiembre de 1964 y cuenta con una capacidad para 5000 espectadores. El gobierno del municipio tiene planeado continuar con las obras del Estadio Zamora, por lo que se tiene proyectado que el equipo se mude al mencionado recinto en un futuro.

## Datos del club
- Temporadas en Primera División: 0.
- Temporadas en Liga de Ascenso: 0.
- Temporadas en Segunda División: 0.
- Temporadas en Tercera División: 1.
- Mejor puesto en Tercera División: 52.º de 192 equipos (2020-21).
- Peor puesto en Tercera División: 52.º de 192 equipos (2020-21).
- Mayor goleada conseguida: 5-0 frente al Deportivo Soria F. C. (2020-21).
- Mayor goleada recibida: 0-4 frente a los Titanes de Querétaro (2020-21).
- Más puntos en una temporada: 65 (2020-21).
- Mayor racha de partidos sin perder: 13 (Jornada 5 - Jornada 19; 2020-21).

### Estadísticas por competición
| Competición                | P.J. | P.G. | P.E. | P.P. | G.F. | G.C. | Mejor resultado |
| -------------------------- | ---- | ---- | ---- | ---- | ---- | ---- | --------------- |
| Tercera División de México | 36   | 18   | 8    | 10   | 74   | 49   | 1/16 final      |
| Total                      | 36   | 18   | 8    | 10   | 74   | 49   | 0 Campeonatos   |

Nota: En negrita competiciones activas. Estadísticas actualizadas al último partido jugado el 29 de mayo de 2021.

## Jugadores
Desde su fundación, un total de 33 jugadores fueron registrados oficialmente por el club ante la Tercera División. El máximo goleador del equipo es Francisco Hernández con 13 goles en 33 partidos disputados —12 de ellos en temporada regular y 1 en postemporada—. Quienes jugaron más encuentros son Jesús Cuevas y Víctor Acuña, ambos con 35.
| Máximos goleadores                                                   | Máximos goleadores  | Máximos goleadores | Más partidos disputados | Más partidos disputados | Más partidos disputados |
| -------------------------------------------------------------------- | ------------------- | ------------------ | ----------------------- | ----------------------- | ----------------------- |
| 1.                                                                   | Francisco Hernández | 13 goles           | 1.                      | Jesús Cuevas            | 35 partidos             |
| 2.                                                                   | Jesús Ayala         | 11 goles           | 2.                      | Víctor Acuña            | 35 partidos             |
| 3.                                                                   | Sebastián García    | 10 goles           | 3.                      | Ángel Corrales          | 34 partidos             |
| 4.                                                                   | Víctor Acuña        | 9 goles            | 4.                      | Ángel Garibay           | 33 partidos             |
| 5.                                                                   | Edgar Rivera        | 8 goles            | 5.                      | Edgar Rivera            | 33 partidos             |
| 6.                                                                   | Ángel Garibay       | 4 goles            | 6.                      | Francisco Hernández     | 33 partidos             |
| 7.                                                                   | Salvador Sánchez    | 4 goles            | 7.                      | Jesús Áyala             | 33 partidos             |
| 8.                                                                   | Jonathan Valdovinos | 3 goles            | 8.                      | Sebastián García        | 32 partidos             |
| 9.                                                                   | Jesús Cuevas        | 2 goles            | 9.                      | Juan Magaña             | 31 partidos             |
| 10.                                                                  | Juan Magaña         | 2 goles            | 10.                     | Jonathan Valdovinos     | 30 partidos             |
| Estadísticas actualizadas al último partido de la temporada 2020-21. |                     |                    |                         |                         |                         |